# 八ツ淵の滝
八ツ淵の滝（やつぶちのたき）は、武奈ヶ岳の中腹にある鴨川源流域に位置する8つの滝の総称。日本の滝百選に選出されている。

## 各滝
上流から、七遍返し淵、貴船ケ淵、屏風ケ淵、小摺鉢、大摺鉢、唐戸の淵、障子ヶ淵、魚止めの淵の8つの淵がある。
七遍返し淵
上から見ると水の流れが7度転回しながら落ちているように見えることから名づけられた。
貴船ケ淵
舟形の淵で右方にある「不動明王の岩」では雨乞いが行われた伝説がある。
屏風ケ淵（長瀬）
屏風のように切り立った岩に囲まれた淵であることから名づけられた。
小摺鉢
大岩に囲まれたすり鉢状の淵。
大摺鉢
60坪ほどの大きさのすり鉢状の淵。
唐戸の淵
8つの淵で最も深いといわれる。
障子ヶ淵
淵の周囲や底の岩石に障子の桟のような窪みがあることから名づけられた。
魚止めの淵
アメノウオ（アマゴ）などの魚が遡上できる最終地点といわれている。

## ルート
台風被害により2014年（平成26年）8月以降、大摺鉢より上流のコースは通行不能となっている。